# Boletín Oficial de Aragón
El Boletín Oficial de Aragón (BOA) es el diario oficial de la comunidad autónoma de Aragón en el que se publican los documentos que, de acuerdo con el ordenamiento jurídico y en virtud de los principios constitucionales de publicidad de las normas y de seguridad jurídica, deben ser objeto de publicidad oficial, como las Leyes de las Cortes de Aragón, los Decretos legislativos o las Órdenes del Gobierno de Aragón. Está regulado por el Decreto 61/2008, de 15 de abril, del Gobierno de Aragón, por el que se regula el "Boletín Oficial de Aragón".
El Boletín Oficial de Aragón es un servicio público de acceso universal y gratuito que garantiza el derecho de los ciudadanos a acceder a los documentos que se publican en el mismo y a una base de datos que facilita su consulta.
Su publicación tiene lugar todos los días del año, excepto los sábados, domingos y festivos de ámbito nacional o autonómico. Excepcionalmente, por necesidades apreciadas por el vicepresidente del Gobierno, podrá publicarse cualquier día del año.

## Historia
El Boletín Oficial de Aragón se publicó por primera vez, en papel, el 1 de julio de 1833 como se puede ver en la Biblioteca de Memoria Digital de Madrid (http://www.memoriademadrid.es/buscador.php?accion=VerFicha&id=308303#) y con el nombre Boletín Oficial de la Diputación General de Aragón el 11 de abril de 1978 en soporte de papel. Con el paso del tiempo, los cambios tecnológicos y el desarrollo de la informática han hecho que se publique además una versión en formato electrónico, cuyos documentos tienen la consideración de oficiales y auténticos, tanto es así que, según el artículo 3 del Decreto 61/2008, las ediciones o reproducciones en soportes físicos derivan de la edición electrónica, que es la garante de la autenticidad y la validez jurídica de la publicación.
Desde el 1 de enero de 2006 se suprimió la distribución en formato papel en el ámbito interno de la Administración de la Comunidad Autónoma.

## Contenido
En el Boletín Oficial de Aragón se publican:
1. Las disposiciones del Estado que, por su especial incidencia en la Comunidad Autónoma de Aragón o por establecerlo así el ordenamiento jurídico, deban publicarse en el Boletín Oficial de Aragón.
2. Las Leyes de las Cortes de Aragón, Decretos legislativos, Decretos-leyes, Decretos, Órdenes u otras disposiciones de carácter general que emanen del Presidente, del Vicepresidente del Gobierno de Aragón, de sus Departamentos o de los organismos dependientes de la Administración de la Comunidad Autónoma de Aragón.
3. El nombramiento y, en su caso, el cese del Presidente de Aragón, así como los nombramientos, situaciones e incidencias que afecten a altos cargos de la Administración de la Comunidad Autónoma de Aragón o al personal al servicio de la misma, en los casos en que así lo disponga un precepto de carácter general.
4. Las resoluciones, convenios, instrucciones, acuerdos y anuncios, procedentes de la Administración de la Comunidad Autónoma, Diputaciones Provinciales, Comarcas, Ayuntamientos de Aragón y demás entidades locales, así como de otras corporaciones o entidades públicas, cuando así lo exija una disposición general.
5. Las convocatorias e incidencias de oposiciones y concursos para la provisión de plazas de la Administración de la Comunidad Autónoma de Aragón y de las Administraciones Locales, cuando lo determinen las disposiciones vigentes.
6. Los anuncios relativos a contratación procedentes de los órganos de la Administración de la Comunidad Autónoma y de las Administraciones Locales, cuando lo determinen las disposiciones vigentes.
7. Las sentencias dictadas por el Tribunal Superior de Justicia de Aragón y los anuncios de la Administración de Justicia, cuando así lo establezcan las disposiciones vigentes.
8. Los anuncios particulares.
9. Y, en general, todo aquello que concretamente disponga una norma jurídica.

## Estructura
El BOA se estructura en las siguientes secciones:
- Sección I: Disposiciones Generales.
- Sección II: Autoridades y personal, que se divide en dos subsecciones:

A) Nombramientos, situaciones e incidencias de los altos cargos y personal al servicio de la Administración de la Comunidad Autónoma.
B) Oposiciones y concursos.
- Sección III: Otras disposiciones y acuerdos.
- Sección IV: Administración de Justicia.
- Sección V: Anuncios, que se divide en dos subsecciones:

A) Contratación de las Administraciones Públicas.
B) Otros anuncios.